# ورهوگویکا
ورهوگویکا (به لاتین: Varhaugvika) یک منطقهٔ مسکونی در نروژ است که در اوکرا واقع شده‌است.

## خصوصیات
ورهوگویکا ۳۰ متر بالاتر از سطح دریا واقع شده‌است.